# Salinas (Minas Gerais)
Salinas is een gemeente in de Braziliaanse deelstaat Minas Gerais. De gemeente telt 38.789 inwoners (schatting 2009).